# Collegio uninominale Lazio 2 - 01 (2020)
Il collegio elettorale uninominale Lazio 2 - 01 è un collegio elettorale uninominale della Repubblica Italiana per l'elezione della Camera dei deputati.

## Territorio
Come previsto dalla legge n. 51 del 27 maggio 2019, il collegio è stato definito tramite decreto legislativo all'interno della circoscrizione Lazio 2.
È formato dal territorio di 48 comuni della provincia di Viterbo: Acquapendente, Arlena di Castro, Bagnoregio, Barbarano Romano, Bassano in Teverina, Bassano Romano, Blera, Bolsena, Bomarzo, Canepina, Canino, Capodimonte, Capranica, Caprarola, Castiglione in Teverina, Celleno, Cellere, Civitella d'Agliano, Farnese, Gradoli, Graffignano, Grotte di Castro, Ischia di Castro, Latera, Lubriano, Marta, Montalto di Castro, Monte Romano, Montefiascone, Onano, Oriolo Romano, Orte, Piansano, Proceno, Ronciglione, San Lorenzo Nuovo, Soriano nel Cimino, Sutri, Tarquinia, Tessennano, Tuscania, Valentano, Vasanello, Vejano, Vetralla, Villa San Giovanni in Tuscia, Viterbo e Vitorchiano e di 6 comuni della città metropolitana di Roma Capitale: Allumiere, Cerveteri, Civitavecchia, Ladispoli, Santa Marinella e Tolfa.
Il collegio è parte del collegio plurinominale Lazio 2 - 01.

## Eletti
| Elezione | Elezione | Deputato      | Partito           |
| -------- | -------- | ------------- | ----------------- |
|          | 2022     | Mauro Rotelli | Fratelli d'Italia |

## Dati elettorali

### XIX legislatura
Come previsto dalla legge elettorale, 147 deputati sono eletti con sistema a maggioranza relativa in altrettanti collegi uninominali a turno unico.
| Candidati                                 | Candidati               | Voti    | %     | Liste                          | Voti    | %     |
| ----------------------------------------- | ----------------------- | ------- | ----- | ------------------------------ | ------- | ----- |
|                                           | Mauro Rotelli ✔️ Eletto | 106 559 | 52,82 | Fratelli d'Italia              | 74 601  | 36,98 |
| Forza Italia                              | Mauro Rotelli ✔️ Eletto | 106 559 | 52,82 | 15 655                         | 7,76    |       |
| Lega per Salvini Premier                  | Mauro Rotelli ✔️ Eletto | 106 559 | 52,82 | 15 189                         | 7,53    |       |
| Noi moderati/Lupi - Toti - Brugnaro - UDC | Mauro Rotelli ✔️ Eletto | 106 559 | 52,82 | 1 114                          | 0,55    |       |
|                                           | Linda Ferretti          | 42 961  | 21,29 | Partito Democratico-IDP        | 31 824  | 15,77 |
| Alleanza Verdi e Sinistra                 | Linda Ferretti          | 42 961  | 21,29 | 6 134                          | 3,04    |       |
| +Europa                                   | Linda Ferretti          | 42 961  | 21,29 | 4 094                          | 2,03    |       |
| Impegno Civico - Centro Democratico       | Linda Ferretti          | 42 961  | 21,29 | 909                            | 0,45    |       |
|                                           | Rosita Cicoria          | 28 316  | 14,04 | Movimento 5 Stelle             | 28 316  | 14,04 |
|                                           | Lisetta Ciambella       | 12 524  | 6,21  | Azione - Italia Viva - Calenda | 12 524  | 6,21  |
|                                           | Stefania Ranieri        | 4 653   | 2,31  | Italexit                       | 4 653   | 2,31  |
|                                           | Andrea Nisi             | 3 371   | 1,67  | Italia Sovrana e Popolare      | 3 371   | 1,67  |
|                                           | Massimo Ranucci         | 3 362   | 1,67  | Unione Popolare                | 3 362   | 1,67  |
| Totale                                    | Totale                  | 201 746 | 100   |                                | 201 746 | 100   |
|                                           |                         |         |       |                                |         |       |
| Schede bianche                            | Schede bianche          | 2 637   | 1,26  |                                |         |       |
| Schede nulle                              | Schede nulle            | 5 431   | 2,59  |                                |         |       |
| Votanti                                   | Votanti                 | 209 814 | 65,73 |                                |         |       |
| Elettori                                  | Elettori                | 319 192 |       |                                |         |       |